# Sanddornschwärmer
Der Sanddornschwärmer (Hyles hippophaes) ist ein Schmetterling (Nachtfalter) aus der Familie der Schwärmer (Sphingidae). Es werden zwei Unterarten anerkannt, deren Verbreitungsgebiete sich nur auf der Krim und im Westen und Südwesten der Türkei überschneiden. Anders als die meisten anderen Arten der Gattung Hyles kann der Sanddornschwärmer von seinen nahen Verwandten gut unterschieden werden. Die wärmeliebende Art ist vom Süden Europas östlich bis nach Asien verbreitet. Sie tritt nördlich der Alpen nur sehr selten als Wanderfalter auf. Aus Deutschland und Österreich sind nur historische Funde bekannt, die schon Jahrzehnte zurückliegen. Die wichtigste Nahrungspflanze der Raupen in Europa ist der namensgebende Sanddorn (Hippophae rhamnoides). Gelegentlich treten natürliche Hybride zwischen dem Sanddornschwärmer und dem Fledermausschwärmer (Hyles vespertillo) auf.

## Merkmale
Die Falter erreichen eine Flügelspannweite von 56 bis 65 Millimetern (Männchen) bzw. 59 bis 72 Millimetern (Weibchen). Anders als die meisten anderen Arten der Gattung Hyles kann der Sanddornschwärmer von seinen nahen Verwandten gut unterschieden werden. Die Fühler sind weiß, die der Weibchen sind etwas kürzer und feiner ausgebildet als die der Männchen. Kopf und Thorax sind olivbraun und haben weiß gerandete Seiten, die Schulterdecken (Tegulae) sind jedoch nicht weiß. Der Hinterleib hat eine graubraune Farbe, an den Seiten der ersten Segmente befinden sich schmale weiße sowie zwei paar breitere, schwarze Flecken. Die Vorderflügel sind schiefergrau und besitzen am unteren Teil der Basis einen dreieckigen, nach außen spitz zulaufenden schwarzen Fleck, der nach vorne hin olivfarben ausläuft. Auf den Vorderflügeln befindet sich auch ein kleiner dunkler Diskalfleck, an dem kurz dahinter oder direkt ein schräg nach außen gerichteter, länglicher, unscharf begrenzter Fleck angrenzt. Eine quer über den Vorderflügel verlaufende Binde ist dunkel olivgrün. Sie ist am Flügelinnenrand angrenzend relativ breit und verläuft auf der Innenseite scharf abgegrenzt bis zur Flügelspitze (Apex). Der Außenrand der Binde läuft undeutlich zum leicht gewellten Flügelaußenrand aus. Der Flügelinnenrand ist schmal weiß. Die Hinterflügel sind mittig rosarot, wobei dieser Bereich innen in einen breiten, schwarzen Basalfleck und außen in eine mehr oder weniger stark ausgebildete, schwarze Postdiskalbinde überläuft. Am Flügelinnenrand, angrenzend an den rosaroten Bereich befindet sich ein auffälliger, weißlicher Fleck. Der Bereich entlang des Flügelaußenrandes (Submarginalbereich) ist verwaschen rötlichgrau. Die Vorderflügel sind an der Unterseite basal braun und stark behaart, ansonsten hellbraun und besitzen eine blassrosa Mittelbinde. Die Unterseite der Hinterflügel ist bräunlich.
Die Falter der Ägäis sind etwas dunkler als in Mitteleuropa, wobei es jedoch Zwischenformen gibt, sodass die beiden Formen als einer Art zugehörig gelten. Färbung, Flügellänge und Intensität der Färbung sind sehr variabel und abhängig von den Temperaturen, denen die Puppen während ihrer Entwicklung ausgesetzt sind. Hohe Temperaturen bewirken eine mehr rötliche und blassere Färbung, niedrige Temperaturen bringen dunkle und gräuliche Falter hervor.
Im Unterschied zur Nominatunterart Hyles hippophaes hippophaes erreicht H. h. bienerti eine Flügelspannweite von 65 bis 80 Millimetern und ist blasser und mehr braun. Auf der Unterseite der Vorderflügel befindet sich eine blasse, schräge Mittellinie und die Mitte der Hinterflügel ist mehr orange als rot. Diese Unterart ist sowohl in Größe als auch bzgl. der Färbung sehr variabel, insbesondere in Bergregionen, wo verschiedene klimatische Bedingungen auf engem Raum vorherrschen. Das hat zur Beschreibung einer großen Zahl von Unterarten geführt, die heute jedoch alle als Synonyme von H. h. bienerti betrachtet und nur als Formen angesehen werden.

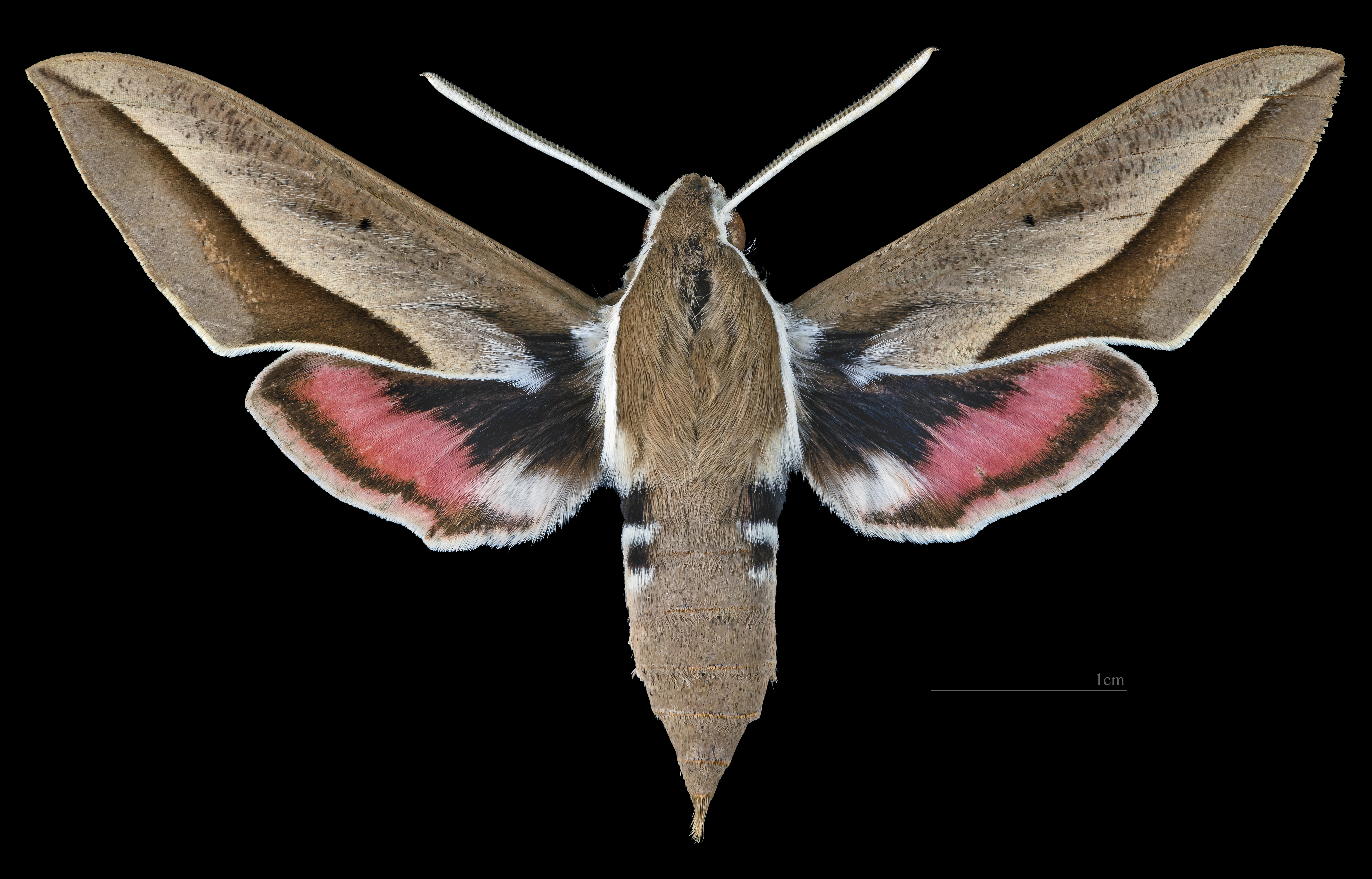
Hyles hippophaes ♂
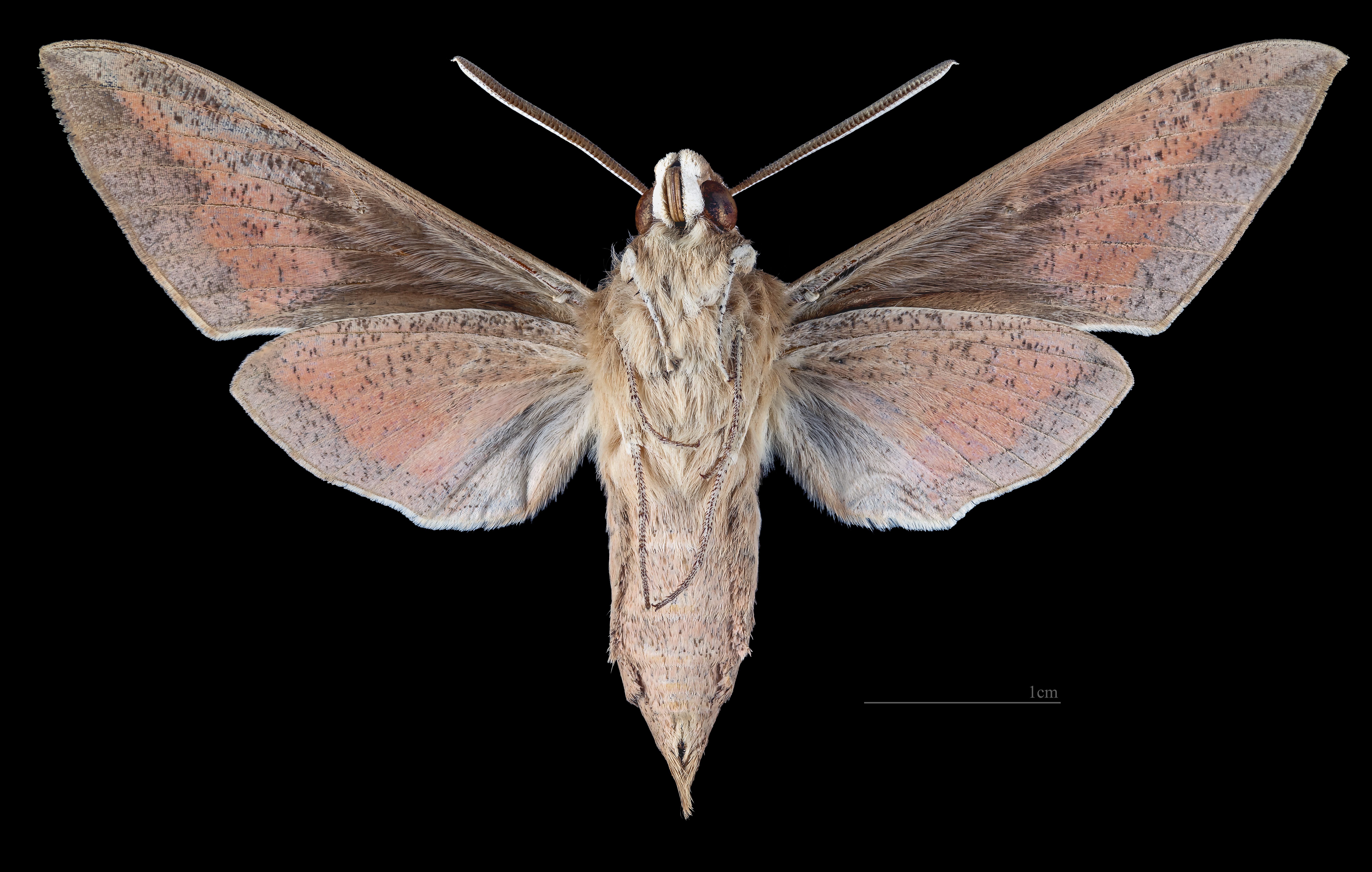
Hyles hippophaes ♂  △
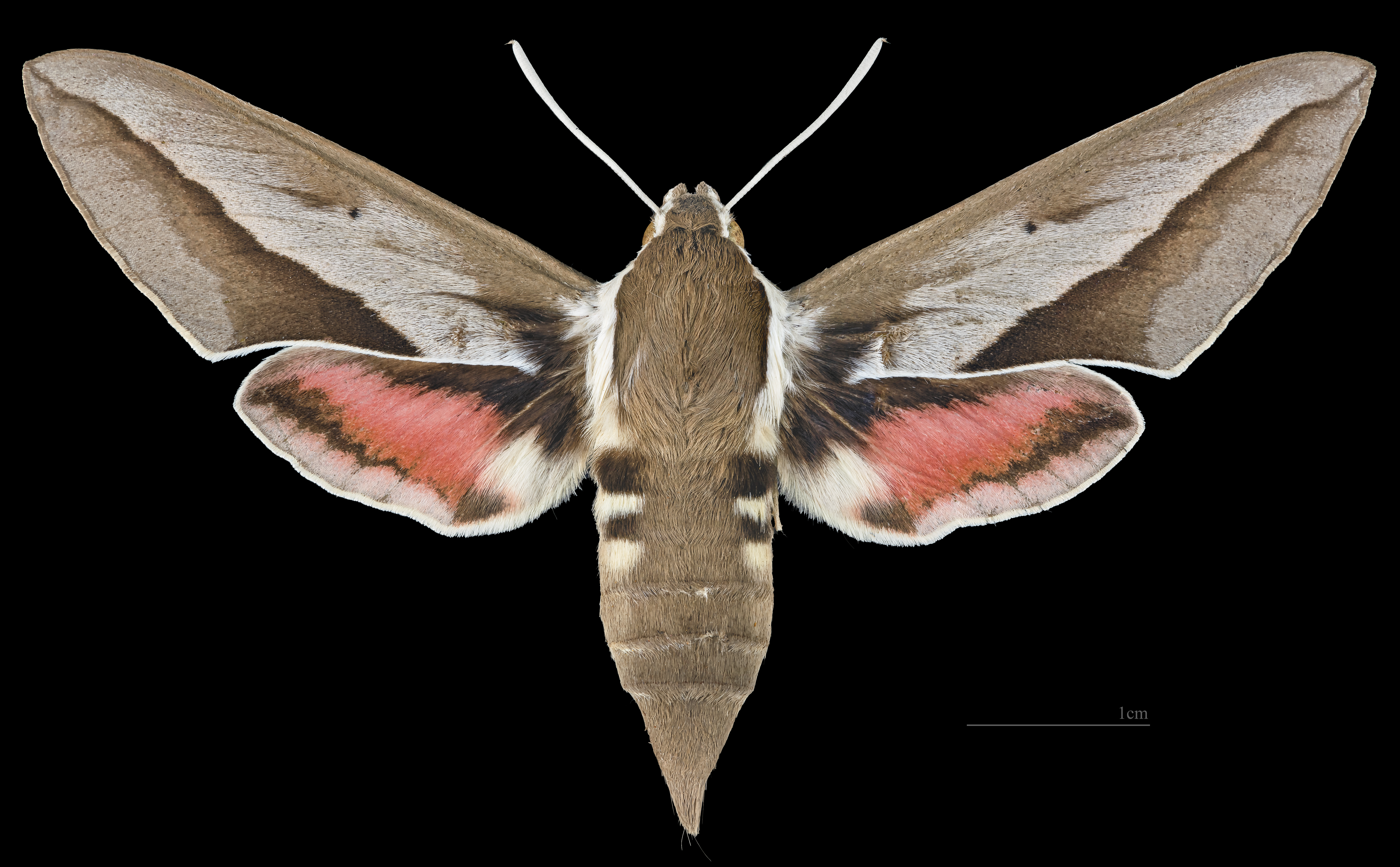
Hyles hippophaes  ♀
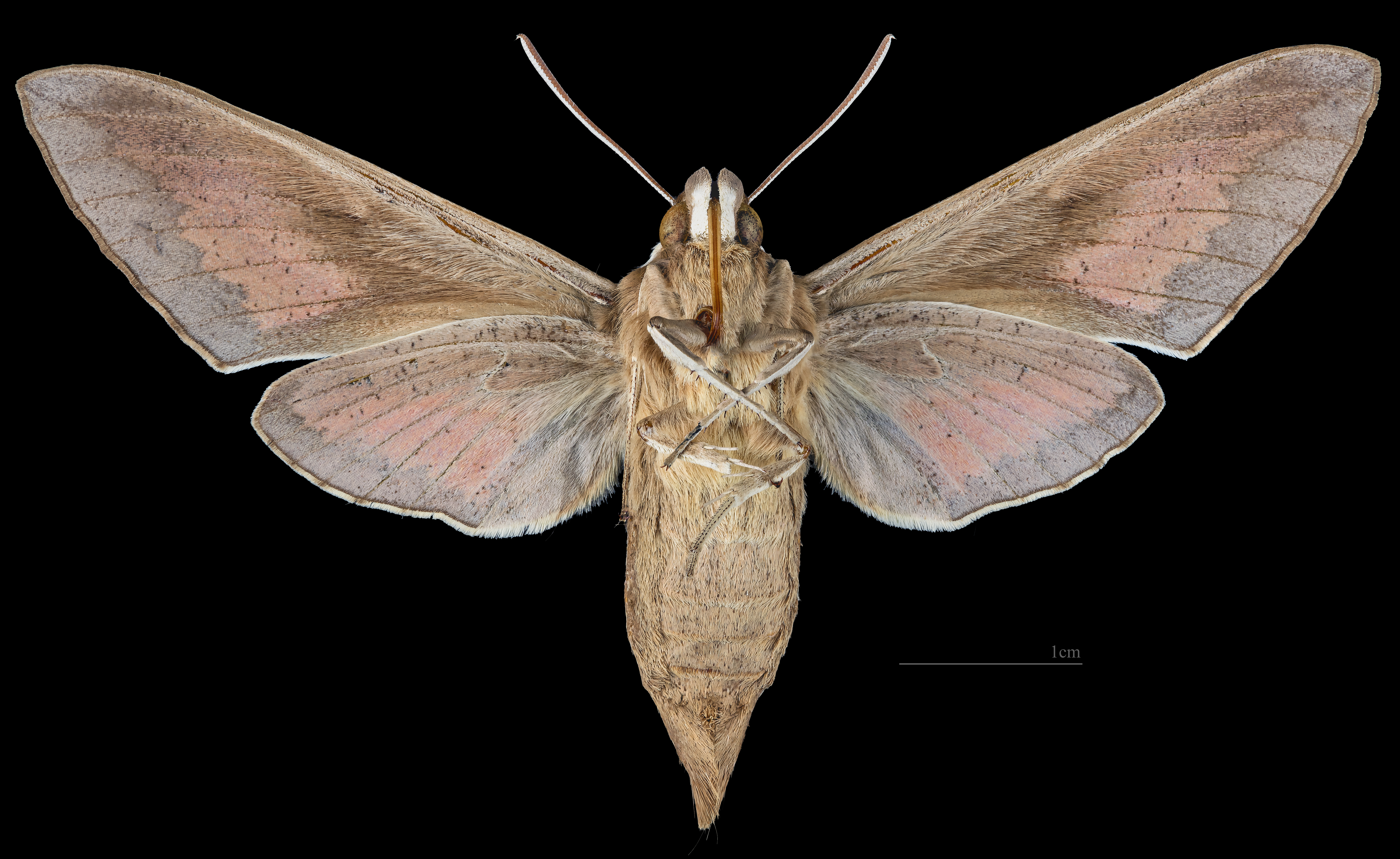
Hyles hippophaes ♀ △

### Eier
Die Eier sind mit 1,1 mal 1,0 Millimetern nahezu kugelig. Sie sind blass grünlich-grau. Schon früh kann man das grünlich-cremefarbene Räupchen im Inneren erkennen. Kurz vor dem Schlupf sind die Raupen weißlich-cremefarben. Die Mikropylenregion besteht aus fünf vollständigen und zwei unvollständigen Spiralen. Die innerste von ihnen besteht aus 12 Bogenfeldern. Die Oberfläche der Eier ist typisch für die Gattung Hyles mit halbkugelförmigen Buckeln versehen.

### Raupen

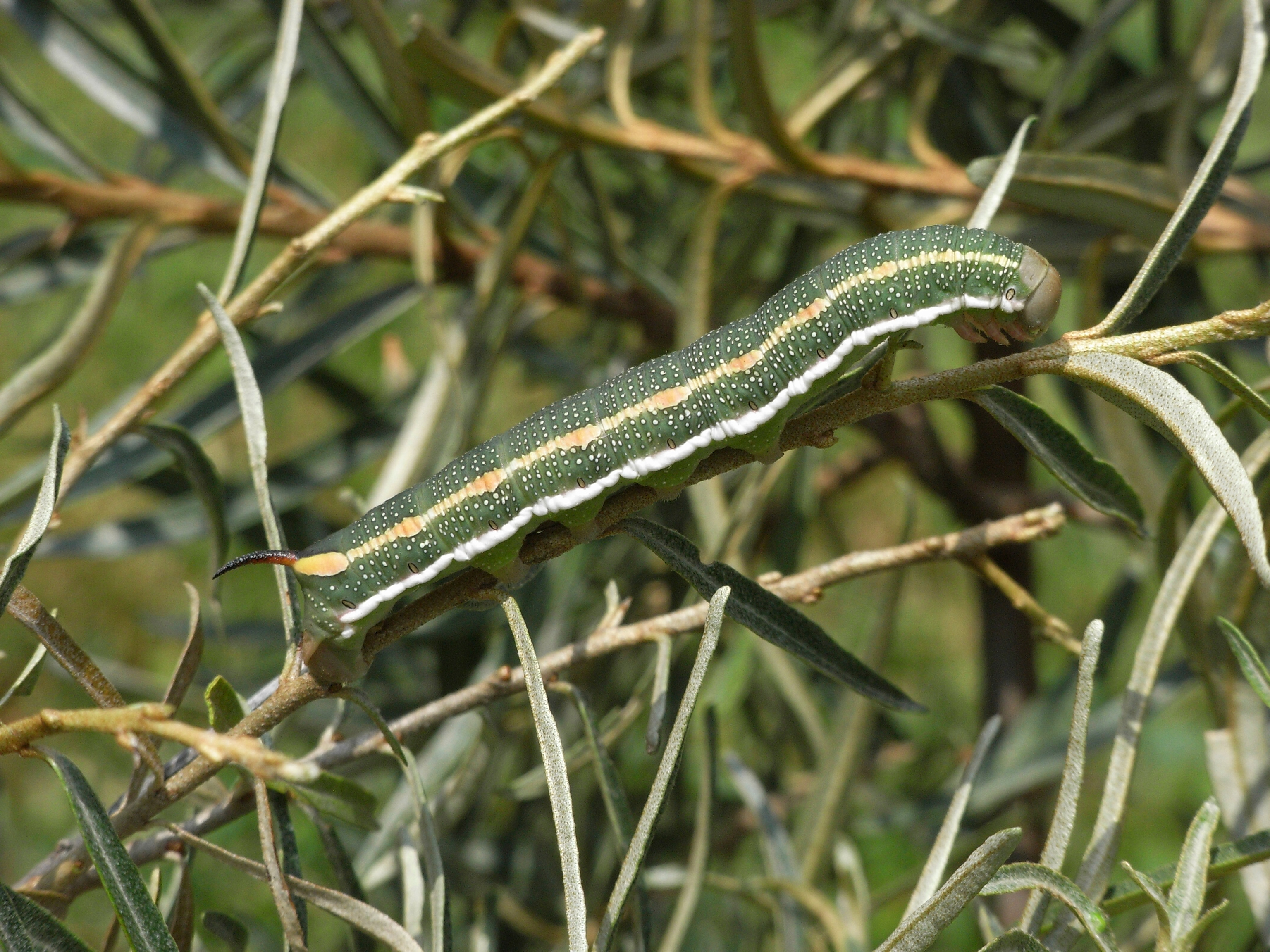
Raupe des Sanddornschwärmers

Die Raupen werden 75 bis 80 Millimeter lang. Anfangs sind sie blassgrau und haben je eine weiße Längslinie an den Seiten des Rückens. Ihr Analhorn ist grau. Mit zunehmender Entwicklung verfärben sich die Tiere dunkelgrün und sind stark mit weißen und dunkelgrauen Punkten versehen. Im letzten Stadium tritt eine Reihe verschiedener Farbformen auf. Hauptsächlich sind die Tiere dunkelgrün und gelegentlich pink schattiert. Sie sind kräftig weiß und grau gesprenkelt und tragen dorso-lateral cremefarbene Längslinien. Diese Linien umfassen häufig orange Augenflecken. Eine weitere, weiße, ventro-laterale Längslinie verläuft direkt über den Beinen. Das lange, dünne Analhorn ist basal orange, ansonsten schwarz. An der Basis trägt es außerdem zwei orange, langgestreckte Flecken. Der Kopf ist grün und trägt zwei braune Linien. Seltener sind die Raupen silbergrau und tragen eine schwarze, unterbrochene dorso-laterale Längslinie von der schwarze, ebenso unterbrochene, schräge Seitenstreifen ausgehen. Dazwischen liegen häufig weiße, rote oder gelbe Flecken. Der Kopf ist braun und grau, das Analhorn ist farblich gleich wie das der häufigeren Form. Sehr selten findet man Raupen, bei denen die grüne Farbe entweder durch Pink-braun oder ein dunkles Grauschwarz ersetzt ist. Letztere Form tritt insbesondere bei kalten Bedingungen auf. Es gibt auch Individuen, die keine Längsstreifen aufweisen.

### Puppen

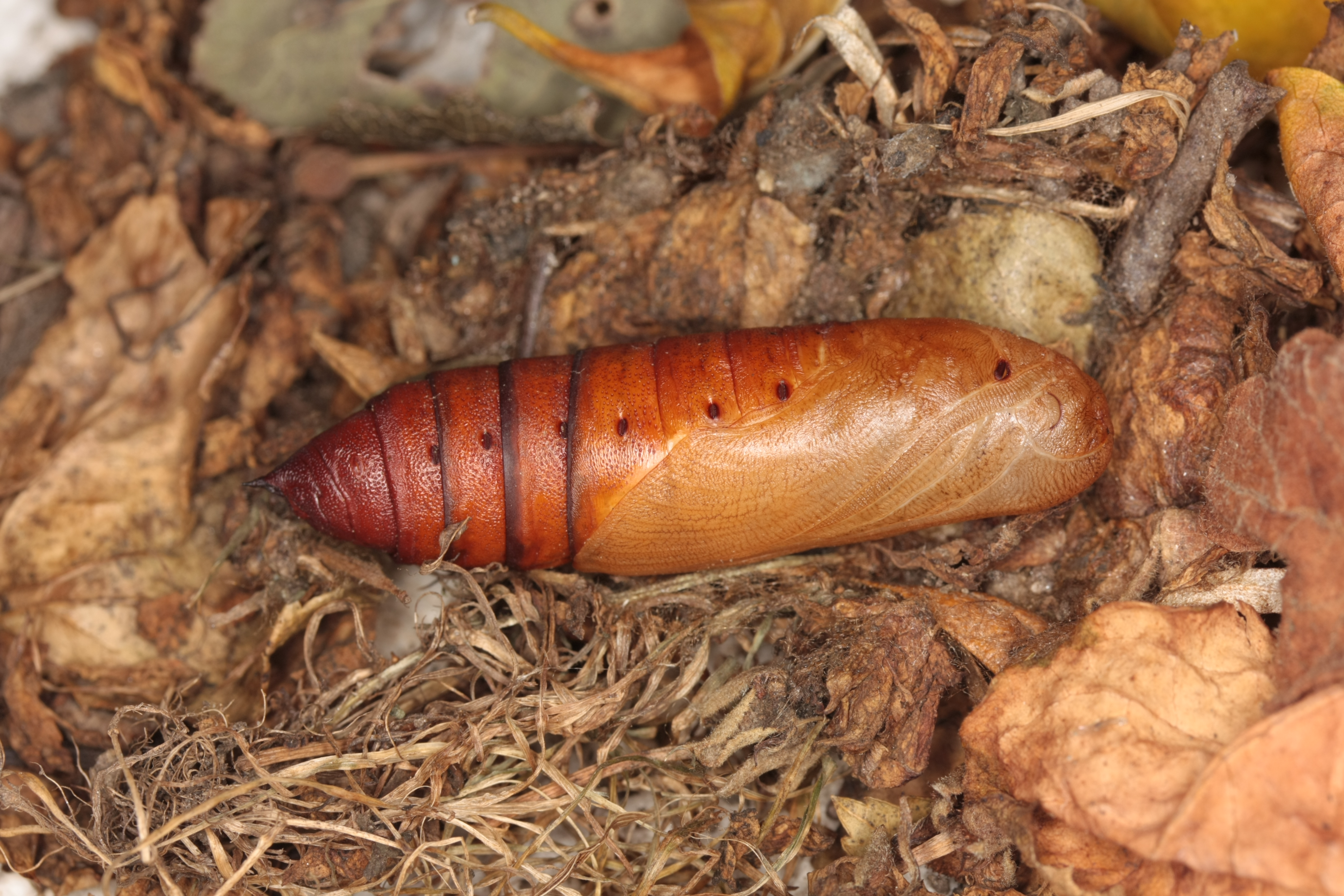
Puppe des Sanddornschwärmers

Die Puppen sind 40 bis 50 Millimeter lang. Sie sind gelblich-braun oder hell graubraun und tragen dunkelbraune Linien. Sie haben eine langgestrecktere Form als die Puppen der übrigen Arten der Gattung Hyles.

### Ähnliche Arten
- Wolfsmilchschwärmer (Hyles euphorbiae)
- Labkrautschwärmer (Hyles gallii)

## Verbreitung und Lebensraum
Beim Sanddornschwärmer werden zwei Unterarten anerkannt, die in voneinander getrennten Verbreitungsgebieten vorkommen. Dieses Artareal ist vermutlich ein Überrest einer deutlich ausgedehnteren Verbreitung nach der letzten Eiszeit. Die Nominatunterart tritt von Nordspanien über den Süden Frankreichs und die Schweiz und Norditalien bis nach Slowenien auf. Eine davon isolierte Population besiedelt Rumänien, Bulgarien, Moldawien, den Süden der Ukraine, den Norden Griechenlands, die Ägäischen Inseln und den Westen der Türkei. Ziemlich sicher erstreckt sich die Verbreitung auch auf Ungarn. Die Unterart H. h. biernerti ist von der Zentraltürkei östlich bis nach Liáoníng in China und der Mongolei, sowie südlich bis nach Kaschmir, den Nordwesten Indiens, den Norden des Baikalsees und Tuwa in Russland verbreitet. Man findet einzelne Individuen gelegentlich westlich bis nach Istanbul.
Nur selten fliegen die Tiere über die Alpen nach Mitteleuropa als Wanderfalter ein. Man hat sie in England, im Süden Portugals, in der Slowakei, im Norden der Ukraine und dem Apennin östlich von Florenz als Wanderfalter nachgewiesen. Aus Deutschland sind nur historische Nachweise aus Bayern (1859 und 1960) sowie zumindest ein sicherer Nachweis aus Baden-Württemberg (1921) bekannt, was darauf schließen lässt, dass die Art vermutlich nie in diesem Gebiet bodenständig war und als seltener Irrgast zu bezeichnen ist. Selbiges gilt auch für Österreich, mit einem einzigen dokumentierten Fund im Jahr 1960.
Die Nominatunterart ist vorzugsweise in heißen, trockenen Biotopen anzutreffen. Sie bewohnt bergige Steppenregionen, Sanddünen und Flusstäler in bergigen Regionen, in der Schweiz und Spanien bis in eine Seehöhe von etwa 500 Metern. In Mitteleuropa findet man die Tiere besonders auf Flussinseln mit Bewuchs der Nahrungspflanzen. Insbesondere in Westeuropa verdrängen Hochwasserschutzmaßnahmen diese Pflanzen, da deren Konkurrenz auf stabilen Sandbänken und Flussinseln dominierend ist, was zur Folge hat, dass der Sanddornschwärmer dort zunehmend seltener wird. H. h. bienerti tritt in ähnlichen Lebensräumen auf, ist jedoch zwischen 400 und 3000 Meter Seehöhe zu finden. Die meisten Tiere findet man zwischen 1000 und 2000 Metern, wo Sanddorn in isolierten Dickichten abseits von Flüssen wächst.
Die einzelnen Populationen innerhalb des Verbreitungsgebietes sind häufig mehr oder weniger voneinander isoliert. Die Tiere absolvieren jedoch Wanderflüge über große Distanzen.

## Lebensweise
Die dämmerungs- und nachtaktiven Tiere fliegen nicht sehr viel und verbringen den Großteil der Nacht sitzend. Die Paarung dauert wie bei den meisten anderen Arten der Gattung Hyles nicht länger als drei Stunden und findet in der Regel vor Mitternacht statt. Danach verbringen die Weibchen jede Nacht mehrere Stunden mit der Nektarsuche, die vor allem vor 23:00 Uhr und vor der Morgendämmerung stattfindet. Die Tiere werden stark durch Nektarpflanzen angelockt und fliegen nur selten künstliche Lichtquellen an.

### Flug- und Raupenzeiten
Die Falter fliegen in Europa von Ende April bis Anfang Juli in einer ersten Generation sowie häufig auch im August in einer – allerdings unvollständigen – zweiten Generation. Nicht selten liegen nur ungefähr drei Wochen zwischen den beiden Generationen. Die meisten Tiere findet man Mitte Juni. Die Raupen sind Ende Juni und Juli, seltener auch bis Anfang September zu finden. Im Nordosten Chinas und Zentralchina fliegt die Art in zwei Generationen im Mai und Juli/August. In Xinjiang schlüpft die erste Generation abhängig vom Wetter von Ende April bis Mitte Juni.

### Nahrung der Raupen

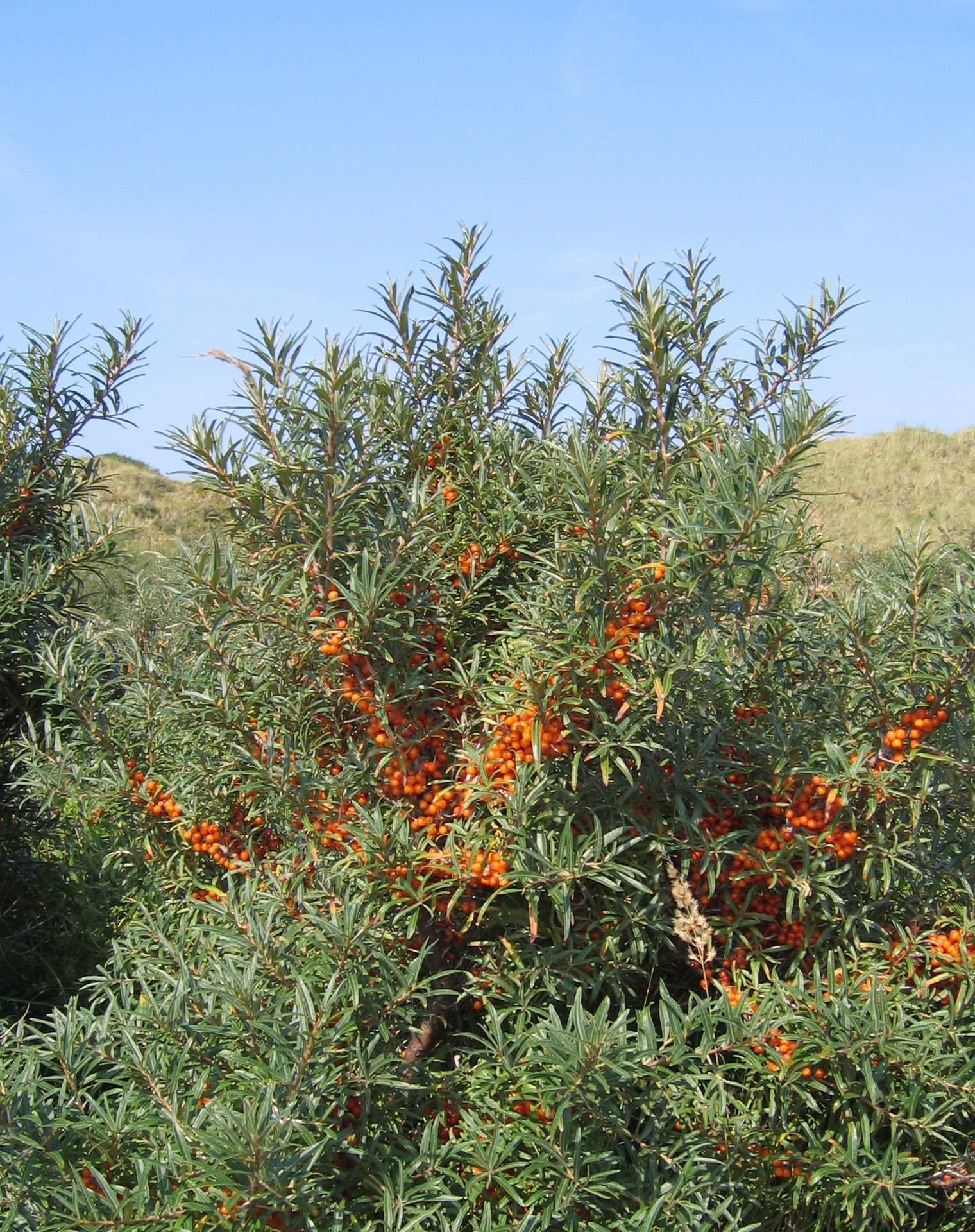
Sanddorn ist die wichtigste Nahrungspflanze des Sanddornschwärmers.

Die wichtigste Nahrungspflanze der Raupen in Europa ist Sanddorn (Hippophae rhamnoides). Seltener findet man sie auch an Schmalblättriger Ölweide (Elaeagnus angustifolia), wovon sich die Raupen in der Ägäis hauptsächlich ernähren. Auf der Krim fressen sie an Silber-Ölweide (Elaeagnus argentea). In der Zucht kann man die Tiere mit einer Reihe von Zierpflanzen aus der Gattung der Ölweiden füttern. Ältere Raupen akzeptieren sogar Schmalblättriges Weidenröschen (Epilobium angustifolium). In China und Tadschikistan wurden die Raupen an Schmalblättriger Ölweide und Sanddorn nachgewiesen.
Aus den französischen Alpen sind natürliche Hybride zwischen dem Sanddornschwärmer und dem Fledermausschwärmer (Hyles vespertilio) bekannt, die sich von Rosmarin-Weidenröschen (Epilobium dodonaei) ernähren und deren Raupen hauptsächlich der pinken Farbvariante entsprechen.

## Entwicklung
Die Weibchen legen ihre Eier sowohl an der Ober-, wie auch der Unterseite der Raupennahrungspflanzen ab. Bevorzugt erfolgt dies am Rand auf niedrigen Ästen von Pflanzen, die entweder am Rand eines Dickichts oder isoliert wachsen. Hauptsächlich erfolgt die Eiablage Ende Juni. Ein Weibchen kann bis zu 500 Eier legen. Nach dem Schlupf frisst die Raupe die Eischale nicht. Die anfangs drei bis vier Millimeter langen Raupen suchen sich einen Ruheplatz auf einer Blattunterseite, zu dem sie nach dem Fressen zurückkehren. Zunächst werden nur die oberen Blattzellen gefressen und damit durchsichtige Fenster hinterlassen. Erst ab dem zweiten Raupenstadium fressen sie die ganzen Blätter. Häufig sonnen sich die Raupen offen auf den oberen Ästen, an denen sie bereits die Blätter gefressen haben. Eine große Anzahl der Raupen wird durch Parasitoide getötet. Von diesen sind aus Europa die Raupenfliegen Exorista fasciata, Exorista larvarum und Masicera sphingivora bekannt. Parasitoide aus Asien sind bisher noch nicht dokumentiert. Verpuppungsbereite Raupen verfärben sich hell violett-braun, bevor sie die Pflanzen verlassen. Ein geeigneter Verpuppungsplatz wird am Boden häufig nach stundenlangem Suchen ausgewählt. Die Verpuppung erfolgt in einem zarten, gelblichen Kokon an Wurzeln oder unter Steinen. In Asien beträgt die Puppenruhe im Sommer nicht mehr als 20 Tage. Die Verpuppung erfolgt bis zu 10 Zentimeter tief in einer Kammer im Erdboden. Die Puppen sind das Überwinterungsstadium.

## Gefährdung und Schutz
Die Art tritt in Südeuropa nur lokal, aber weit verbreitet auf und ist dort ungefährdet. In Mitteleuropa ist sie allerorts sehr selten anzutreffen und in der Bundesartenschutzverordnung wie auch die übrigen Vertreter der Gattung Hyles als „besonders geschützt“ ausgewiesen. Sie wird jedoch wegen der fehlenden Bodenständigkeit in der Rote Liste gefährdeter Arten in Deutschland nicht erfasst. Sie ist auch in der Fauna-Flora-Habitat-Richtlinie verzeichnet und ist in deren Anhang IV als eine der „streng zu schützenden Tier- und Pflanzenarten von gemeinschaftlichem Interesse“ geführt.

## Taxonomie und Systematik
Der Sanddornschwärmer wurde 1793 von Eugen Johann Christoph Esper als Sphinx hippophaes erstbeschrieben. Als Typuslokalität wurde der Fluss Milcov bei Focșani in der Walachei im Süden Rumäniens angegeben. Sowohl das Artepitheton, als auch der deutsche Name der Art leiten sich von der wichtigsten Nahrungspflanze der Raupen, dem Sanddorn (Hippophae rhamnoides) ab.
Auf Grund von mtDNA-Untersuchungen geht man davon aus, dass der Sanddornschwärmer mit Hyles sammuti nächstverwandt ist. Die Verwandtschaftsverhältnisse innerhalb der Gattung Hyles sind jedoch größtenteils noch unklar, da sie eine Gruppe von Arten, Unterarten und Formen umfasst, die alle sehr nahe mit dem Wolfsmilchschwärmer (Hyles euphorbiae) verwandt sind und welche sich selbst durch Genitaluntersuchungen, wie ansonsten bei Schmetterlingen üblich, praktisch nicht abgrenzen lassen. Ein Ansatz stellt diesen Hyles euphorbiae-Komplex im engeren Sinn (sensu stricto) als Schwestergruppe einem Taxon gegenüber, das den Sanddornschwärmer, Hyles sammuti, Hyles siehei und Hyles dahlii umfasst. Ein zweiter Ansatz geht von drei Schwestergruppen, dem Hyles euphorbiae-Komplex, Hyles dahlii und ein Taxon mit dem Sanddornschwärmer und Hyles sammuti aus.
Die Komplexität der Verwandtschaft dieser Arten lässt sich vermutlich dadurch erklären, dass zwischen dem Hyles euphorbiae-Komplex und anderen Hyles-Arten, wie beispielsweise dem Sanddornschwärmer, Hyles vespertilio und Hyles gallii, natürliche Hybride auftreten, die sich erfolgreich mit Vertretern des Artkomplexes zurückkreuzen können.

## Belege
1. 1 2 3  Josef J. de Freina, Thomas J. Witt: Noctuoidea, Sphingoidea, Geometroidea, Bombycoidea. In: Die Bombyces und Sphinges der Westpalaearktis. 1. Auflage. Band 1. EFW Edition Forschung & Wissenschaft, München 1987, ISBN 3-926285-00-1, S. 432.
2. 1 2 3 4 5 6 7 8 9 10 11 12 13 14 15 16 17 18  Sphingidae of the Western Palaearctic. A.R. Pittaway, abgerufen am 1. März 2011.
3. 1 2 3 4 5 6 7 8  Sphingidae of the Eastern Palaearctic. A.R. Pittaway, abgerufen am 1. März 2011.
4. 1 2  Fritz Danner, Ulf Eitschberger, Bernhard Surholt: Die Schwärmer der westlichen Palaearktis. In: Herbipolania, Buchreihe zur Lepidopterologie. 1. Auflage. Band 4/1. Dr. Ulf Eitschberger, Marktleuthen 1998, ISBN 3-923807-03-1, S. 288 ff.
5. ↑  Günter Ebert: Die Schmetterlinge Baden Württembergs. 1. Auflage. Band 4. Nachtfalter II Bombycidae, Endromidae, Lasiocampidae, Lemoniidae, Saturniidae, Sphingidae, Drepanidae, Notodontidae, Dilobidae, Lymantriidae, Ctenuchidae, Nolidae. Ulmer, Stuttgart (Hohenheim) 1994, ISBN 3-8001-3474-8, S. 196.
6. ↑  Richtlinie 92/43/EWG des Rates vom 21. Mai 1992 zur Erhaltung der natürlichen Lebensräume sowie der wildlebenden Tiere und Pflanzen, abgerufen am 30. Mai 2012
7. ↑  Bestimmungshilfe für die in Europa nachgewiesenen Schmetterlingsarten. Lepiforum e. V., abgerufen am 30. Mai 2012.
8. 1 2  Anna K. Hundsdoerfer, Ian J. Kitching, Michael Wink: A molecular phylogeny of the hawkmoth genus Hyles (Lepidoptera: Sphingidae, Macroglossinae), Molecular Phylogenetics and Evolution 35 (2005) 442–458